# 王儒 (嘉靖乙未進士)
王儒（1497年—？），字聘卿，號文湖，山西汾州人，民籍，明朝政治人物。

## 生平
嘉靖元年（1522年）壬午科山西鄉試第八名舉人。嘉靖十四年（1535年）中式乙未科會試第一百二十九名，登第二甲第四十二名進士。授祁州知州。調山東莒州知州。

## 家族
曾祖王賢；祖父王興；父王子然，曾任壽官。母雷氏。慈侍下。